# Championnat d'Argentine de football 1969
Navigation
Saison précédente Saison suivante
La saison 1969 du Championnat d'Argentine de football était la 39e édition professionnelle de la première division argentine.
La saison argentine comporte 2 championnats. Dans le championnat Metropolitano, les 22 clubs sont répartis en 2 poules où chaque formation rencontre 2 fois tous ses adversaires, à domicile et à l'extérieur. Les 2 premiers de chaque groupe sont qualifiés pour la phase finale pour le titre, qui se joue en demi-finales et finale en match simple. Le championnat Nacional regroupe les 6 premiers de chaque poule et les 4 vainqueurs des championnats régionaux, les équipes se rencontrent une seule fois au sein d'une poule unique. Il peut donc y avoir 2 champions par saison.
Le club de Chacarita Juniors remporte le championnat Metropolitano, c'est à ce jour le seul et unique titre de l'histoire du club. Quant au championnat Nacional, c'est le club de Boca Juniors qui termine en tête de la poule et gagne là le 17e championnat de son histoire. Boca Juniors réalise même un doublé qui restera inédit puisqu'il gagne la seule et unique édition de la Copa Argentina en battant en finale le Atlanta.

## Les 22 clubs participants
| \| Buenos Aires La Plata Santa Fe Rosario \| Villes représentées lors de la saison 1969 (Championnat Metropolitano) |
| Buenos Aires La Plata Santa Fe Rosario                                                                              |

- Boca Juniors
- San Lorenzo de Almagro
- River Plate
- Racing Club
- Independiente
- Rosario Central
- Gimnasia y Esgrima (La Plata)
- Huracán
- Chacarita Juniors
- Vélez Sársfield
- Argentinos Juniors
- Estudiantes (La Plata)
- Atlanta
- Newell's Old Boys (Rosario)
- Banfield
- Lanús
- Platense
- Colón (Santa Fe)
- Quilmes
- Los Andes
- Unión (Santa Fe) - Promu de Segunda División
- Deportivo Morón - Promu de Segunda División

## Première phase
Tous les classements sont établis en utilisant le barème suivant :
- Victoire : 2 points
- Match nul : 1 point
- Défaite, forfait ou abandon : 0 point

### Championnat Metropolitano

#### Groupe A
| Rang | Équipe                        | Pts | J  | G  | N | P  | Bp | Bc | Diff |
| ---- | ----------------------------- | --- | -- | -- | - | -- | -- | -- | ---- |
| 1    | Boca Juniors                  | 30  | 22 | 12 | 6 | 4  | 34 | 11 | +23  |
| 2    | Chacarita Juniors             | 30  | 22 | 13 | 4 | 5  | 33 | 26 | +7   |
| 3    | Vélez Sársfield               | 26  | 22 | 9  | 8 | 5  | 36 | 24 | +12  |
| 4    | Independiente                 | 25  | 22 | 10 | 5 | 7  | 28 | 25 | +3   |
| 5    | San Lorenzo de Almagro T      | 23  | 22 | 10 | 3 | 9  | 37 | 27 | +10  |
| 6    | Lanús                         | 23  | 22 | 8  | 7 | 7  | 37 | 34 | +3   |
| 7    | Gimnasia y Esgrima (La Plata) | 23  | 22 | 10 | 3 | 9  | 28 | 27 | +1   |
| 8    | Rosario Central               | 21  | 22 | 6  | 9 | 7  | 18 | 24 | -6   |
| 9    | Banfield                      | 20  | 22 | 6  | 8 | 8  | 24 | 36 | -12  |
| 10   | Colón (Santa Fe)              | 14  | 22 | 4  | 6 | 12 | 22 | 43 | -21  |
| 11   | Atlanta                       | 9   | 22 | 2  | 5 | 15 | 18 | 37 | -19  |

|  | Qualification pour la phase finale pour le titre et le Championnat Nacional |
|  | Qualification pour le Championnat Nacional                                  |
|  | Participation au Championnat Petit                                          |
|  | Participation au Championnat Reclasificatorio                               |
|  | T : Tenant du titre P : Promu de Segunda División                           |

#### Groupe B
| Rang | Équipe                      | Pts | J  | G  | N  | P  | Bp | Bc | Diff |
| ---- | --------------------------- | --- | -- | -- | -- | -- | -- | -- | ---- |
| 1    | Racing Club                 | 35  | 22 | 14 | 7  | 1  | 45 | 16 | +29  |
| 2    | River Plate                 | 31  | 22 | 12 | 7  | 3  | 35 | 21 | +14  |
| 3    | Estudiantes (La Plata)      | 27  | 22 | 11 | 5  | 6  | 33 | 24 | +9   |
| 4    | Huracán                     | 24  | 22 | 8  | 8  | 6  | 38 | 29 | +9   |
| 5    | Platense                    | 23  | 22 | 8  | 7  | 7  | 33 | 32 | +1   |
| 6    | Quilmes                     | 22  | 22 | 8  | 6  | 8  | 28 | 34 | -6   |
| 7    | Newell's Old Boys (Rosario) | 21  | 22 | 5  | 11 | 6  | 24 | 28 | -4   |
| 8    | Unión (Santa Fe) P          | 19  | 22 | 7  | 5  | 10 | 22 | 26 | -4   |
| 9    | Argentinos Juniors          | 13  | 22 | 2  | 9  | 11 | 17 | 29 | -12  |
| 10   | Deportivo Morón P           | 13  | 22 | 5  | 3  | 14 | 16 | 38 | -22  |
| 11   | Los Andes                   | 12  | 22 | 1  | 10 | 11 | 24 | 39 | -15  |

|  | Qualification pour la phase finale pour le titre et le Championnat Nacional |
|  | Qualification pour le Championnat Nacional                                  |
|  | Participation au Championnat Petit                                          |
|  | Participation au Championnat Reclasificatorio                               |
|  | T : Tenant du titre P : Promu de Segunda División                           |

#### Phase finale
En cas de match nul, c'est l'équipe qui a marqué le plus de buts lors de la phase de poules qui est déclarée vainqueur.
|  | Demi-finales      | Demi-finales |                   |   | Finale | Finale |
|  | Demi-finales      | Demi-finales |                   |   | Finale | Finale |
|  |                   |              |                   |   |        |        |
|  |                   |              |                   |   |        |        |
|  |                   |              |                   |   |        |        |
|  | Racing Club       | 0            |                   |   |        |        |
|  | Racing Club       | 0            |                   |   |        |        |
|  | Chacarita Juniors | 1            |                   |   |        |        |
|  | Chacarita Juniors | 1            | Chacarita Juniors | 4 |        |        |
|  |                   |              | Chacarita Juniors | 4 |        |        |
|  |                   | River Plate  | 1                 |   |        |        |
|  | Boca Juniors      | River Plate  | 1                 | 0 |        |        |
|  | Boca Juniors      |              |                   | 0 |        |        |
|  | River Plate       | 0            |                   |   |        |        |
|  | River Plate       | 0            |                   |   |        |        |

- Chacarita Juniors remporte le championnat Metropolitano.

### ChampionnatPetit
Les équipes classées 7e et 8e de chacune des poules du championnat Metropolitano s'affrontent en match à élimination directe pour déterminer le dernier club qualifié pour le championnat Nacional. Les 3 autres clubs disputent le champion Reclasificatorio.
|  | Demi-finales                  | Demi-finales                |                       |   | Finale | Finale |
|  | Demi-finales                  | Demi-finales                |                       |   | Finale | Finale |
|  |                               |                             |                       |   |        |        |
|  |                               |                             |                       |   |        |        |
|  |                               |                             |                       |   |        |        |
|  | Gimnasia y Esgrima (La Plata) | 0                           |                       |   |        |        |
|  | Gimnasia y Esgrima (La Plata) | 0                           |                       |   |        |        |
|  | Unión (Santa Fe)              | 1                           |                       |   |        |        |
|  | Unión (Santa Fe)              | 1                           | Unión (Santa Fe) a.p. | 4 |        |        |
|  |                               |                             | Unión (Santa Fe) a.p. | 4 |        |        |
|  |                               | Newell's Old Boys (Rosario) | 3                     |   |        |        |
|  | Newell's Old Boys (Rosario)   | Newell's Old Boys (Rosario) | 3                     | 1 |        |        |
|  | Newell's Old Boys (Rosario)   |                             |                       | 1 |        |        |
|  | Rosario Central               | 0                           |                       |   |        |        |
|  | Rosario Central               | 0                           |                       |   |        |        |

## Deuxième phase

### Championnat Nacional
| \| Buenos Aires La Plata Rosario Santa Fe Córdoba Mendoza San Juan Tucumán Mar del Plata \| Villes représentées lors de la saison 1969 (Championnat Nacional) |
| Buenos Aires La Plata Rosario Santa Fe Córdoba Mendoza San Juan Tucumán Mar del Plata                                                                         |

Les 6 premiers de chaque poule, le vainqueur des repêchages et les 4 meilleures équipes régionales s'affrontent au sein d'une poule unique où les clubs jouent une seule fois les uns contre les autres. 
| Rang | Équipe                                 | Pts | J  | G  | N | P  | Bp | Bc | Diff |
| ---- | -------------------------------------- | --- | -- | -- | - | -- | -- | -- | ---- |
| 1    | Boca Juniors                           | 29  | 17 | 13 | 3 | 1  | 35 | 11 | +24  |
| 2    | River Plate                            | 27  | 17 | 11 | 5 | 1  | 34 | 11 | +23  |
| 3    | San Lorenzo de Almagro                 | 27  | 17 | 12 | 3 | 2  | 41 | 18 | +23  |
| 4    | Independiente                          | 25  | 17 | 11 | 3 | 3  | 36 | 14 | +22  |
| 5    | Quilmes                                | 19  | 17 | 9  | 1 | 7  | 35 | 30 | +5   |
| 6    | Vélez Sársfield T                      | 19  | 17 | 6  | 7 | 4  | 22 | 14 | +8   |
| 7    | Chacarita Juniors                      | 18  | 17 | 6  | 6 | 5  | 26 | 26 | 0    |
| 8    | Racing Club                            | 17  | 17 | 7  | 3 | 7  | 25 | 20 | +5   |
| 9    | Huracán                                | 17  | 17 | 7  | 3 | 7  | 22 | 18 | +4   |
| 10   | Estudiantes (La Plata) (CL)            | 16  | 17 | 7  | 2 | 8  | 26 | 26 | 0    |
| 11   | Talleres (Córdoba) (Rég)               | 14  | 17 | 6  | 2 | 9  | 22 | 35 | -13  |
| 12   | San Martin (Mendoza) (Rég)             | 14  | 17 | 3  | 8 | 6  | 17 | 30 | -13  |
| 13   | Sportivo Desamparados (San Juan) (Rég) | 13  | 17 | 5  | 3 | 9  | 28 | 38 | -10  |
| 14   | Lanús                                  | 12  | 17 | 5  | 2 | 10 | 18 | 24 | -6   |
| 15   | Platense                               | 10  | 17 | 2  | 6 | 9  | 25 | 35 | -10  |
| 16   | Unión (Santa Fe)                       | 10  | 17 | 3  | 6 | 8  | 17 | 26 | -9   |
| 17   | San Martin (Tucumán) (Rég)             | 9   | 17 | 2  | 5 | 10 | 14 | 41 | -27  |
| 18   | San Lorenzo (Mar del Plata) (Rég)      | 8   | 17 | 3  | 2 | 12 | 18 | 44 | -26  |

|  | Qualification pour la Copa Libertadores 1970                      |
|  | Participation aux play-offs pour la 2e place                      |
|  | T : Tenant du titre (CL) : Vainqueur de la Copa Libertadores 1969 |

#### Barrage pour la deuxième place
| Équipe 1               | Résultat | Équipe 2    | Aller | Retour |
| ---------------------- | -------- | ----------- | ----- | ------ |
| San Lorenzo de Almagro | 2 - 4    | River Plate | 0 - 1 | 2 - 3  |

### Championnat Reclasificatorio
Les 3 derniers de chaque poule ainsi que les 3 équipes non-repêchés du championnat Petit sont regroupés au sein d'une poule unique où ils s'affrontent deux fois. Les deux derniers du classement disputent une poule de promotion-relégation avec les deux meilleures équipes de Segunda Division, la deuxième division argentine.
| Rang | Équipe                        | Pts | J  | G | N | P | Bp | Bc | Diff |
| ---- | ----------------------------- | --- | -- | - | - | - | -- | -- | ---- |
| 1    | Los Andes                     | 22  | 16 | 8 | 6 | 2 | 21 | 14 | +7   |
| 2    | Gimnasia y Esgrima (La Plata) | 21  | 16 | 8 | 5 | 3 | 29 | 22 | +7   |
| 3    | Atlanta                       | 19  | 16 | 8 | 3 | 5 | 24 | 19 | +5   |
| 4    | Colón (Santa Fe) P            | 14  | 16 | 6 | 2 | 8 | 25 | 25 | 0    |
| 5    | Argentinos Juniors            | 14  | 16 | 6 | 2 | 8 | 19 | 23 | -4   |
| 6    | Newell's Old Boys (Rosario)   | 14  | 16 | 5 | 4 | 7 | 17 | 19 | -2   |
| 7    | Rosario Central               | 14  | 16 | 4 | 6 | 6 | 13 | 13 | 0    |
| 8    | Deportivo Morón P             | 13  | 16 | 6 | 1 | 9 | 22 | 24 | -2   |
| 9    | Banfield                      | 13  | 16 | 6 | 1 | 9 | 11 | 22 | -11  |

|  | Qualification pour la Copa Ganadores de Copa 1970 |
|  | Participation à la poule de promotion-relégation  |

#### Poule de promotion-relégation
Seul le premier de la poule accède ou se maintient en première division.
| Rang | Équipe                  | Pts | J | G | N | P | Bp | Bc | Diff |
| ---- | ----------------------- | --- | - | - | - | - | -- | -- | ---- |
| 1    | Banfield                | 4   | 3 | 2 | 0 | 1 | 5  | 2  | +3   |
| 2    | Deportivo Morón         | 3   | 3 | 1 | 1 | 1 | 4  | 5  | -1   |
| 2    | Ferro Carril Oeste (D2) | 3   | 3 | 1 | 1 | 1 | 4  | 5  | -1   |
| 4    | San Telmo (D2)          | 2   | 3 | 1 | 0 | 2 | 4  | 5  | -1   |

## Bilan de la saison
| Championnat d'Argentine de football 1969                             |                                                                                   |
| Champion                                                             | Metropolitano : Chacarita Juniors (1er titre) Nacional : Boca Juniors (11e titre) |
| Coupes et trophées                                                   |                                                                                   |
| Vainqueur de la Coupe d'Argentine 1969                               | Boca Juniors                                                                      |
| Qualifications continentales                                         |                                                                                   |
| Copa Libertadores 1970                                               | Estudiantes (La Plata) (tenant)                                                   |
| Copa Libertadores 1970                                               | Boca Juniors                                                                      |
| Copa Libertadores 1970                                               | River Plate                                                                       |
| Copa Ganadores de Copa 1970                                          | Atlanta                                                                           |
| Promotions et relégations                                            |                                                                                   |
| Promus en Championnat d'Argentine de football                        | Aucun                                                                             |
| Relégués en Championnat d'Argentine de football de deuxième division | Deportivo Morón                                                                   |